# 1953 год в науке
В 1953 году были различные научные и технологические события, некоторые из которых представлены ниже.

## События
- 29 мая — первое восхождение на Эверест.
- 18 июня — основано Американское вакуумное общество (англ. American Vacuum Society).
- 12 августа — в СССР произведено испытание первой советской водородной бомбы РДС-6с мощностью 400 килотонн.
- 15 сентября — шведский учёный Бальцар фон Платен получил первые в мире искусственные алмазы[1].
- 18 декабря — в США началось цветное телевизионное вещание в системе NTSC.
- Был проведён эксперимент Миллера — Юри.
- Создан Национальный технологический университет Аргентины.

## Достижения человечества

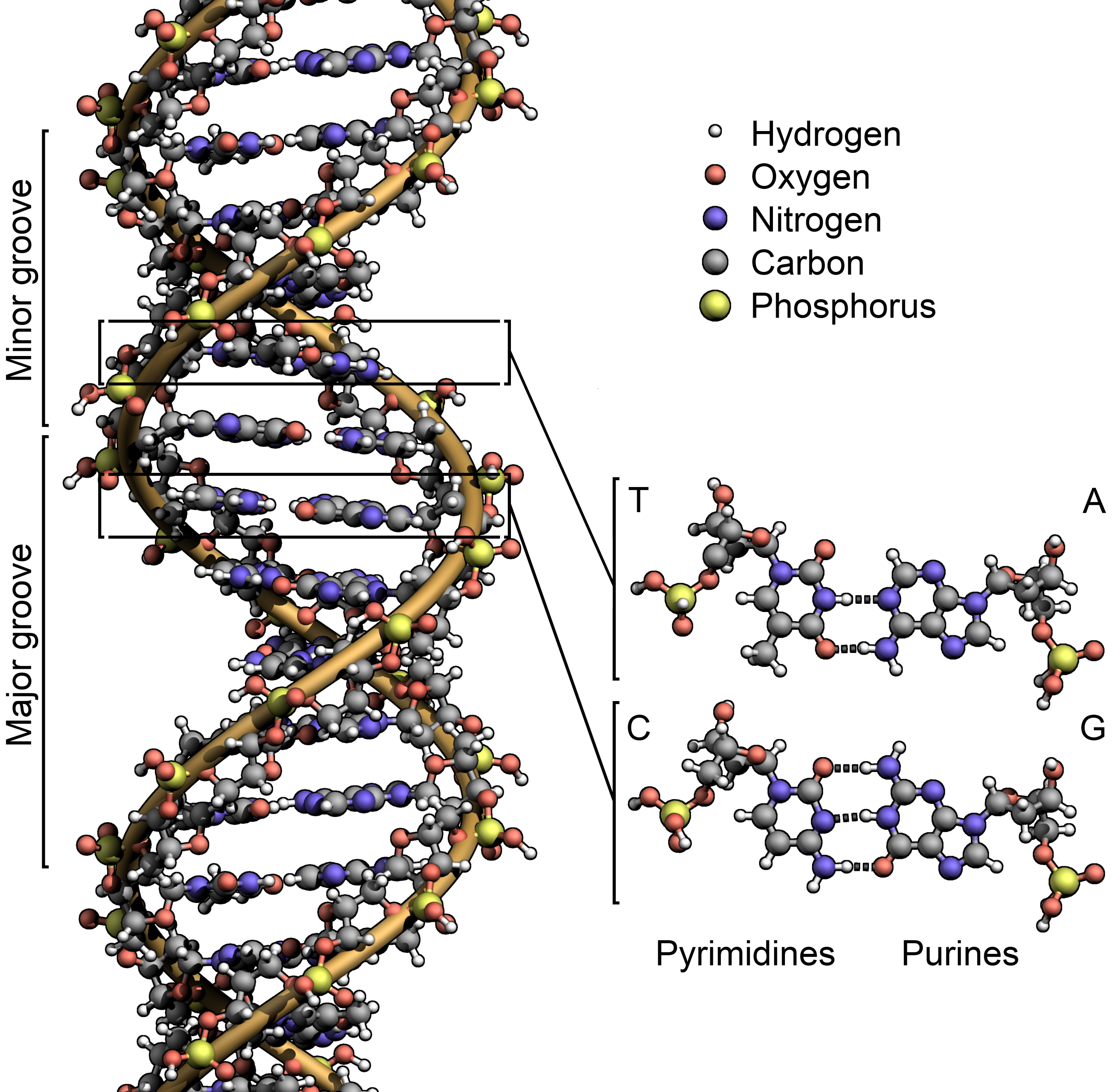
25 апреля 1953: впервые описана двойная спираль ДНК

### Открытия
- 25 апреля — английскими учёными Френсисом Криком и Джеймсом Уотсоном была открыта структура двойной спирали ДНК. Статья об этом открытии была опубликована в журнале Nature 25 апреля. Расшифровка структуры ДНК стала одним из поворотных моментов в истории биологии.
- Альберт Оверхаузер открыл эффект, названный его именем[2].

### Изобретения
- 30 июня — На выставке Моторама был представлен новый для США автомобиль — двухдверное купе Chevrolet Corvette.
- Чёрный ящик (бортовой самописец, в авиации): Дэвид Уоррен.

### Новые виды животных
- Животные, описанные в 1953 году

## Награды
- Нобелевская премия
  - Физика — Фриц Цернике — «За обоснование фазово-контрастного метода, особенно за изобретение фазово-контрастного микроскопа».
  - Химия — Герман Штаудингер — «За исследования в области химии высокомолекулярных веществ».
  - Медицина и физиология — Ханс Кребс, Фриц Липман — «За открытие кофермента А и его значения для промежуточных стадий метаболизма», «За открытие цикла лимонной кислоты».

## Скончались
- 8 февраля — Илья Гребенщиков российский химик и технолог.
- 25 июля — Виктор Николаевич Беляев, советский авиаконструктор.
- 31 июля — Николай Зелинский российский химик-органик.
- 15 августа — Людвиг Прандтль немецкий физик.
- 28 сентября — Эдвин Пауэлл Хаббл американский астроном.
- 13 октября — Сергей Белявский советский (российский) астроном, член-корреспондент Академии наук СССР.